# Bâtiment de l'ancienne pharmacie Karlo Skacel à Pirot
Le bâtiment de l'ancienne pharmacie Karlo Skacel à Pirot (en serbe cyrillique : Зграда бивше апотеке Карло Скацел у Пироту ; en serbe latin : Zgrada bivše apoteke Karlo Skacel u Pirotu) se trouve à Pirot, dans le district de Pirot, en Serbie. Il est inscrit sur la liste des monuments culturels protégés de la république de Serbie (identifiant no SK 464),.

## Présentation
Le bâtiment, commercial et résidentiel, est situé 73 rue Knjaza Miloša ; il a été construit dans le style de l'Art nouveau viennois en 1912-1913, avec une décoration extérieure florale.
Il a été bâti pour le pharmacien Karlo Skacel (1874-1930) à son arrivée à Pirot.
Au rez-de-chaussée, la pharmacie était dotée de piliers en marbre, de hauts motifs de plâtre, d'un plafond décoré et d'un dallage de marbre noir.
Le bâtiment tire aussi son importance du fait qu'en 1918, au moment de la libération de Pirot et de ses environs des occupants bulgares, il a accueilli le commandement allié dans les Balkans et notamment le maréchal Franchet d'Espèrey.